# 강건작
강건작은 대한민국의 군인이다. 1989년 육군사관학교 45기 보병장교로 임관해, 2021년 상반기 인사에서 중장에 진급했다.

## 학력
- 육군사관학교 학사

## 경력
1989년 소위(육사 45기, 보병)로 임관하였고 육군대학 전술학 교관 경력이 있으며, 제11기계화보병사단에서 제112기보대대장과 제3보병사단에서 22연대장을 역임했다. 직능은 작전으로 주로 작전 관련 분야에서 참모를 역임했다. 장군으로 발탁된 이후에는 제28보병사단장을 역임했다.

## 같이 보기
- 육군사관학교